# Annio da Viterbo
Annio da Viterbo (in lingua latina: Joannes Annius Viterb(i)ensis), nome umanistico di Giovanni Nanni (Viterbo, 5 gennaio 1437 – Roma, 13 settembre 1502) è stato un religioso, umanista e falsario italiano, studioso di teologia, antichità e erudito, noto soprattutto per una sua colossale opera di falsificazione storico-archeologica, gli Antiquitatum variarum volumina XVII.
Una sua opera inedita testimonia anche i suoi interessi alchimistici.

## Biografia
Entrato in giovane età nell'Ordine Domenicano, divenne famoso come predicatore e teologo erudito. Molto stimato da papa Sisto IV e da papa Alessandro VI, nel 1499 fu creato da quest'ultimo Maestro del sacro palazzo apostolico. Era ritenuto anche abile nelle lingue orientali e affermava di essere in grado di leggere la lingua etrusca. L'italianista statunitense Walter Stephens ritiene tuttavia che la competenza del Nanni nelle lingue semitiche fosse del tutto inesistente.

### Antiquitatum variarum volumina XVII

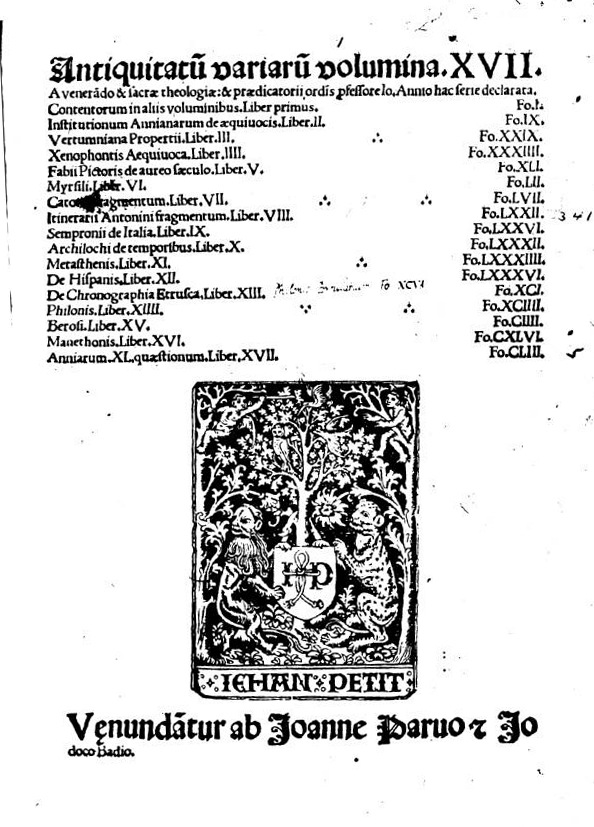
Una pagina dalle Antichità di Annio, in una ristampa del 1515.

Annio è conosciuto soprattutto per una complessa opera di falsificazione, una raccolta in 17 volumi intitolata Antiquitatum variarum volumina XVII, nota anche come Antichità di Annio. Vi sono contenuti scritti da lui attribuiti ad autori molto antichi, come, per esempio, Berosso, Manetone, Megastene, Archiloco, Mirsilo di Metimna, Fabio Pittore, Catone, ecc. Sull'autenticità di questi scritti nacquero presto dubbi i quali furono poi confermati dall'umanista Giuseppe Giusto Scaligero. 
Subito dopo la pubblicazione, l'opera riuscì a riscuotere un grandissimo successo, testimoniato dalle numerose edizioni a stampa, anche in volgare. Ma gli effetti nefasti dell'opera si sono comunque protratti fino al XVII secolo e, in misura occasionale, fino al XVIII secolo. Questa fortuna può essere attribuita alla natura complessa dell'opera, non equiparabile a una semplice "falsificazione", ma assimilabile a un processo creativo di "reinvenzione simbolica di tradizioni", in grado di toccare a fondo le «corde […] della sensibilità del tempo», come dimostra la "vasta e tenace fortuna" che il lavoro di Annio era destinato a incontrare in tutta Europa. Il fertile sforzo inventivo dispiegato da Annio fa della sua figura quella di un autentico creatore di miti, in grado di esprimere, con mezzi simbolici, il disagio e la crisi culturale di un'epoca.
Fu attivo, come falsario, anche in altri campi: al Museo civico di Viterbo si conservano anche alcune sue falsificazioni artistiche ed epigrafiche, di cui aveva simulato il rinvenimento in occasione di finti scavi archeologici, tutti manufatti confezionati nell'ambito della complessiva operazione di invenzione della storia messa in atto con le Antiquitates variae.

## Opere
- Glossa in Apocalypsin: de statu ecclesiae et de futuria christianorun triumphis in Saracenos. Ad Sixtum Papam IV et Reges, principes ac Senatus Christianos, Impressa Genue[5] per R. Magistrum Baptistam Cavulum Ord. Carmeitanum in domo sanctae Marie Cruciferorum, 1480 die 31 Martii.
- Fratris Ioannis Annii Viterbensis ordinis predicatorum Theologiae professoris: super opera de Antiquitatibus confecta prefatio incipit, Rome in Campo Flore: Impressa per Eucharium Silber als Franck, 1498. Die. iii. mensis Augusti.
- Antiquitatum variarum volumina XVII a venerando & sacrae theologiae: & praedicatorii ordinis professore Io. Annio hac serie declarata. Contentorum in aliis voluminibus, Parigi: venundantur ab Ioanne Paruo & Iodoco Badio (Impressae rursus opera Ascensianaad XV kalendas Feb. 1512).
- I cinque libri de le antichita de Beroso sacerdote Caldeo. Con lo commento di Giouanni Annio di Viterbo teologo eccellentissimo. Il numero de gli altri autori che trattano de la antichità si legge ne la seguente pagina. Tradotti hora pur in italiano per Pietro Lauro modonese, Venetia: per Baldissera Constantini al segno de San Georgio, 1550 (In Vinegia: per Pietro, e Zuanmaria fratelli de i Nicolini da Sabio: ad instantia da Baldessar de Costantini, à l'insegna di San Georgio).
- Iohannis Viterbiensis Liber de regimine civitatum; prodit curante Caietano Salvemini, Bononiae: in aedibus Successorum Monti, 1901.
- Opera del Reverendo padre maestro Giovanni Nano da Viterbo... in alchymia chiamata arte minore o vero pietra, inedito non datato, tramandato da un testimone unico conservato alla Biblioteca Medicea Laurenziana di Firenze, Archivio Buonarroti, busta 125 Misc., pp. 137, cc. 141-206.
- Viterbiae historiae epitoma, opera inedita, edizione critica di Giovanni Baffioni, in Annio da Viterbo. Documenti e ricerche, Roma, Consiglio nazionale delle ricerche, 1981.
- (LA, IT) Le questioni anniane. Viterbo tra realtà e finzione, introduzione, traduzione e note a cura di Jacopo Rubini, Viterbo, Sette città, 2014, ISBN 978-88-7853-351-6.[6]